# Гукас Лореци
Гукас Лореци или Ахпатеци(арм. Ղուկաս Լոռեցի/Հաղպատեցի, 1480-е, Ахпат — ок. 1551 или 1561, Сотк) — армянский богослов XVI века, вардапет.

## Биография
Родился в деревне Ахпат, предположительно в 1480-х годах. Отца звали Амир-Асат, мать — Танк-Азиз. Около 30-и лет преподавал богословские науки в Эчмиадзине, затем в Санаинском монастыре. В 1540-х годах переехал в область Цар, во владения Допянов. К нему на обучение приходили из разных краёв Армении — Гохтна, Каджберуника, окрестностей Вана. Из его учеников в дальнейшем известность получил Ованес Цареци, сын Джихан-шаха Допяна.
Помимо педагогической деятельности, активно занимался переписыванием рукописей, до наших дней сохранилось переписанное им пособие по грамматике. Среди его авторских трудов особое место занимает «Книга проповедей». Из письменых источников известно, что Гукас также написал комментарии к псалмам Давида (1517 год, Эчмиадзин) и состоящий из шести глав богословский трактат, которые однако не сохранились.

## «Книга проповедей»
Написана в 1550-х годах, по просьбе учеников Гукаса — Ованеса Цареци и вардапета Тороса. Содержит 40 проповедей, в основу которых легли народные анекдоты, басни и пословицы. В этих проповедях Гукас затрагивает вопросы социального, национального и бытового характера, передает интересные сведения о ростовщичестве, судебной системе и политического положения своего времени. Написан на простом среднеармянском языке, имеет важное значение для изучения разговорной речи и фольклора. Сохранился в более чем 50 рукописях, в том числе в авторской рукописи (Матенадаран, № 4355).